# Страна Оркестрия
«Страна Оркестрия» — советский сатирический кукольный мультипликационный фильм для взрослых, снятый режиссёром Анатолием Карановичем на студии «Союзмультфильм» в 1964 году по сценарию Кирилла Рапопорта.

## Сюжет
В необычном городе из нотных линеек сделаны дома, из нотных знаков — заборы и цветы на клумбах. Место луны занимает сияющая медная тарелка. Этот город находится в сказочной музыкальной стране под название «Страна Оркестрия». Страну населяют разные музыкальные инструменты. В городе живёт семья Смычковых: папа — Контрабас, мама — Виолончель, их юная дочка — Скрипочка. В Скрипочку влюблён нежный Кларнет. Он собственноручно выращивает цветы и дарит их Скрипочке.
В городе также живут Тромбон, Труба и Фагот. В стране царят гармония и спокойствие.
Однажды в нотный город на гастроли приехали знаменитости — Саксофон и Чёрная Гитара. Они хотят поразить жителей своим современным искусством. Третьим гастролёром был Барабан. Даваемое гастролёрами представление называлось «Coca-Cola-Фония».
Концерт открылся вступлением Гитары — исполнительницы душещипательных романсов. Но, когда на сцену вышли Барабан и Саксофон, началось нечто, не поддающееся описанию. Зрители закидали горе-исполнителей нотами и нотными знаками. Гастолёры-халтурщики, исполнители «конкретной» музыки в панике бросились бежать, а жители Оркестрии, прогоняя, преследовали их. В драке Кларнет продырявил Барабана.
Несмотря на ряд злоключений, произошедших с персонажами по вине Саксофона, в Оркестрии происходит счастливое торжественное событие — свадьба Скрипочки и Кларнета. В фильме сцены свадьбы нет.

## Съёмочная группа
| Автор сценария              | Кирилл Рапопорт |
| Режиссёр-постановщик        | Анатолий Каранович |
| Художники-постановщики      | Валентина Василенко, Феликс-Лев Збарский, Алина Спешнева                                                                              |
| Мультипликаторы-кукловоды   | Майя Бузинова, Иосиф Доукша, Юрий Клепацкий, Павел Петров, Мария Портная                                                              |
| Куклы и декорации выполнили | Роман Гуров (руководитель), Павел Гусев, З. Закс, В. Куранов, Лилианна Лютинская, Олег Масаинов, Ф. Олейников, В. Петров, Семён Этлис |
| Операторы                   | Николай Гринберг, Михаил Каменецкий                                                                                                   |
| Монтажёр                    | Лидия Кякшт |
| Композитор                  | Никита Богословский |
| Звукооператор               | Борис Фильчиков |

## Технические данные
| Тип                     | кукольный                                               |
| Возрастные ограничения  | - для взрослых - 0+                                     |
| Жанр                    | - сатира - музыкальная сказка-шутка - музыкальная шутка |
| Цветность               | цветной                                                 |
| Продолжительность       | 15 минут 48 секунд или 15 минут или 16 минут            |
| Количество частей       | 2 части                                                 |
| Длина плёнки            | 441 метр                                                |
| Киностудия              | «Союзмультфильм»                                        |
| Страна производства     | СССР                                                    |
| Дата производства       | 1964 год                                                |
| Прокатное удостоверение | - ВЭ II 1965 г. - № 214031215 от 27.10.2015             |
| Особые отметки          | Все права у ФГУП «Киностудия „Союзмультфильм“»          |

## Описание, отзывы и критика
В 1963 году в журнале Советский экран было опубликовано информационное сообщение о том, что режиссёр Каранович заканчивает работу над фильмом «В стране Оркестрии». Фильм назывался музыкальной сказкой о дружбе и любви Кларнета и Скрипочки, одновременно являющейся шуткой-пародией на традиционные сюжетные штампы.
Фильм «Страна Оркестрия» едва ли не самый первый музыкальный кукольный мультипликационный фильм для взрослых. Идея фильма принадлежит убеждённому пропагандисту музыки средствами кино — Анатолию Карановичу. В 1950-х годах он режиссировал на телевидении серию детских передач «Волшебник До-ре-ми», в которых детям с помощью кукол рассказывали о выразительных средствах музыки. Каранович решил перенести эту сказку на мультипликационный экран. Для этого сюжет был доработан, были введены новые персонажи, события. Фильм создавался в тесном контакте с композитором. Персонажи в фильме изображаются одновременно и зрительно и темброво. Они вступают поочерёдно, но по мере развития сюжета их голоса объединяются. Участвуют как народные, так и специфические эстрадные инструменты, например, металлофон, электрогитары. Противопоставление серьёзной и лёгкой музыки в идею фильма её авторами не закладывалось. И в той и в другой области встречаются творения разного качества.
По мнению музыковеда Цецилии Рацкой, созданный Карановичем и Богословским музыкальный мультфильм «Страна Оркестрия» весьма остроумен. Музыкальные портреты жителей «Страны Оркестрии» поразительно точно характеризуют каждого из них. Отсутствие в мультфильме текста породило интереснейший приём, ставящий перед оркестровыми инструментами задачу воспроизведения разговорной речи. От людей-исполнителей потребовалось подлинно виртуозное владение инструментом, чтобы все персонажи заговорили языком музыкальных инструментов, ведь каждый из них обладает собственным музыкальным голосом, присущим именно его характерным особенностям, что привело к остроумным находкам. Так, например, Труба встречает приехавшую в Оркестрию знаменитость целой приветственной речью.
По мнению Сергея Асенина, для фильма «Страна Оркестрия» только безграничность возможностей мультипликации позволила вложить мысли и душу в музыкальные инструменты — объекты, которым было бы невозможно стать героями в других видах искусства.
По мнению Натальи Кривули, в фильме «Страна Оркестрия» пространство является условно-абстрактным. Среда вокруг предметов и образов не имеет динамики, глубины и иных характеристик, кроме тона, цвета, фактурности. Пространство никак не взаимодействует с персонажами.
1 августа 1962 года мультфильм Анатолия Карановича «В стране Оркестрии» был запущен в подготовительный период. 14 ноября 1963 года он был закончен производством.
«Страна Оркестрия» — это сатирический фильм для взрослых, осмеивающий так называемую «конкретную» музыку.